# Longpré (Amiens)
Pour les articles homonymes, voir Longpré.
Longpré est un quartier d'Amiens, situé au nord-ouest de la ville.

## Historique
Le quartier de Longpré est un ancien village qui a gardé un aspect champêtre jusqu'au début du XXIe siècle. Un prieuré-cure de Bénédictins, appartenant à l'abbaye de Saint-Fuscien, existait sur ce territoire, en 1125.
Le territoire de ce village était formé de marais d'où on extrayait de la tourbe depuis au moins 1769. Au milieu du XIXe siècle, l'église de Longpré fut construite. L'urbanisation se matérialisa par la construction de la Cité du Grand Marais vers 1865.
Le 12 avril 1918, un bombardement de l'artillerie allemande tua deux habitants de Longpré et en blessa cinq.

## Morphologie du quartier
Le quartier est structuré par la rue Pierre Corneille vers laquelle convergent des rues radiales : rue Joseph Masson, rue des Paturelles, rue Saint-Léger etc.